# 茨城県近代美術館
茨城県近代美術館（いばらきけんきんだいびじゅつかん）は、1988年10月1日に開館した、茨城県水戸市にある県立の美術館である。建築家・吉村順三が設計した。

## 所蔵作品ギャラリー

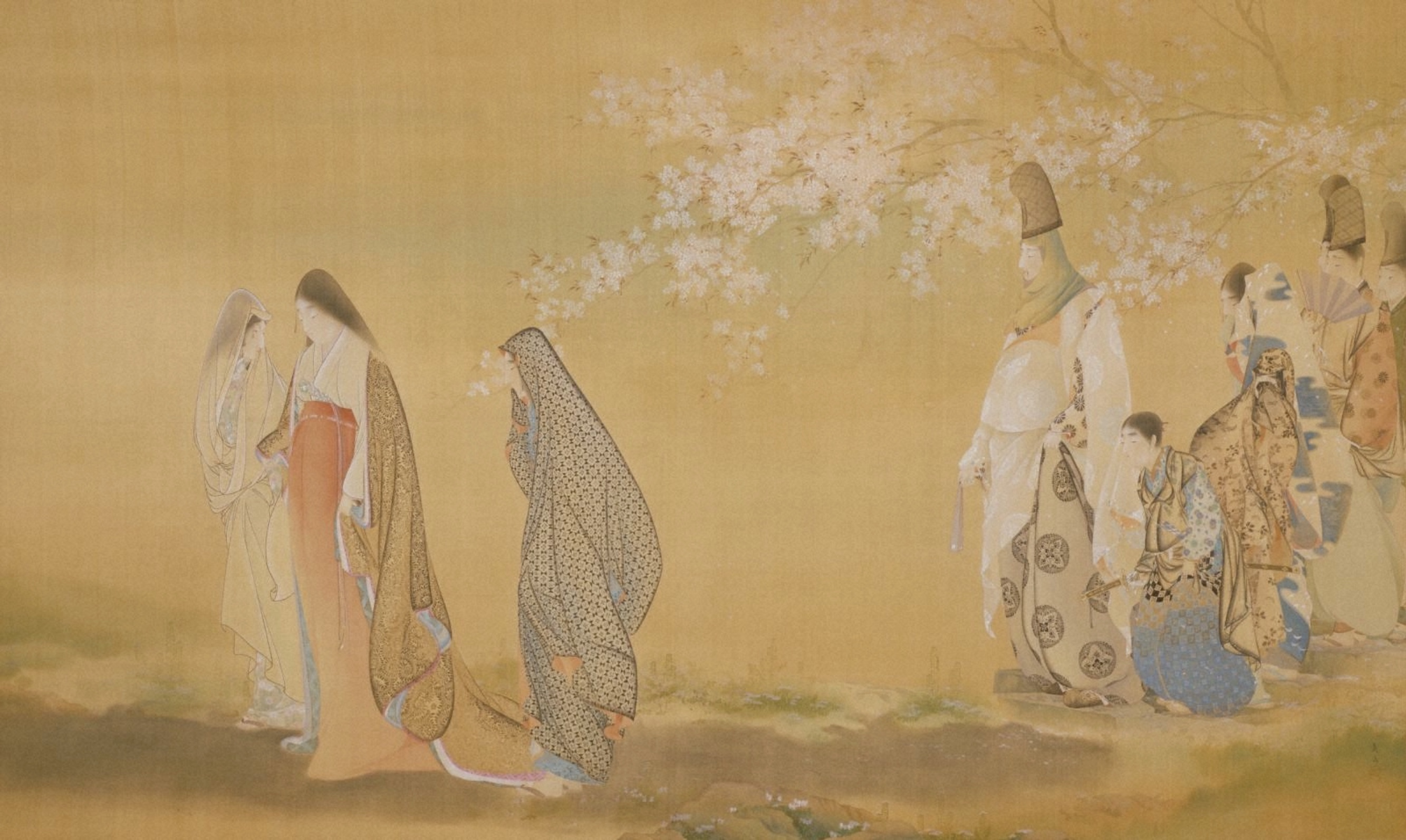
「熊野」木村武山 1902
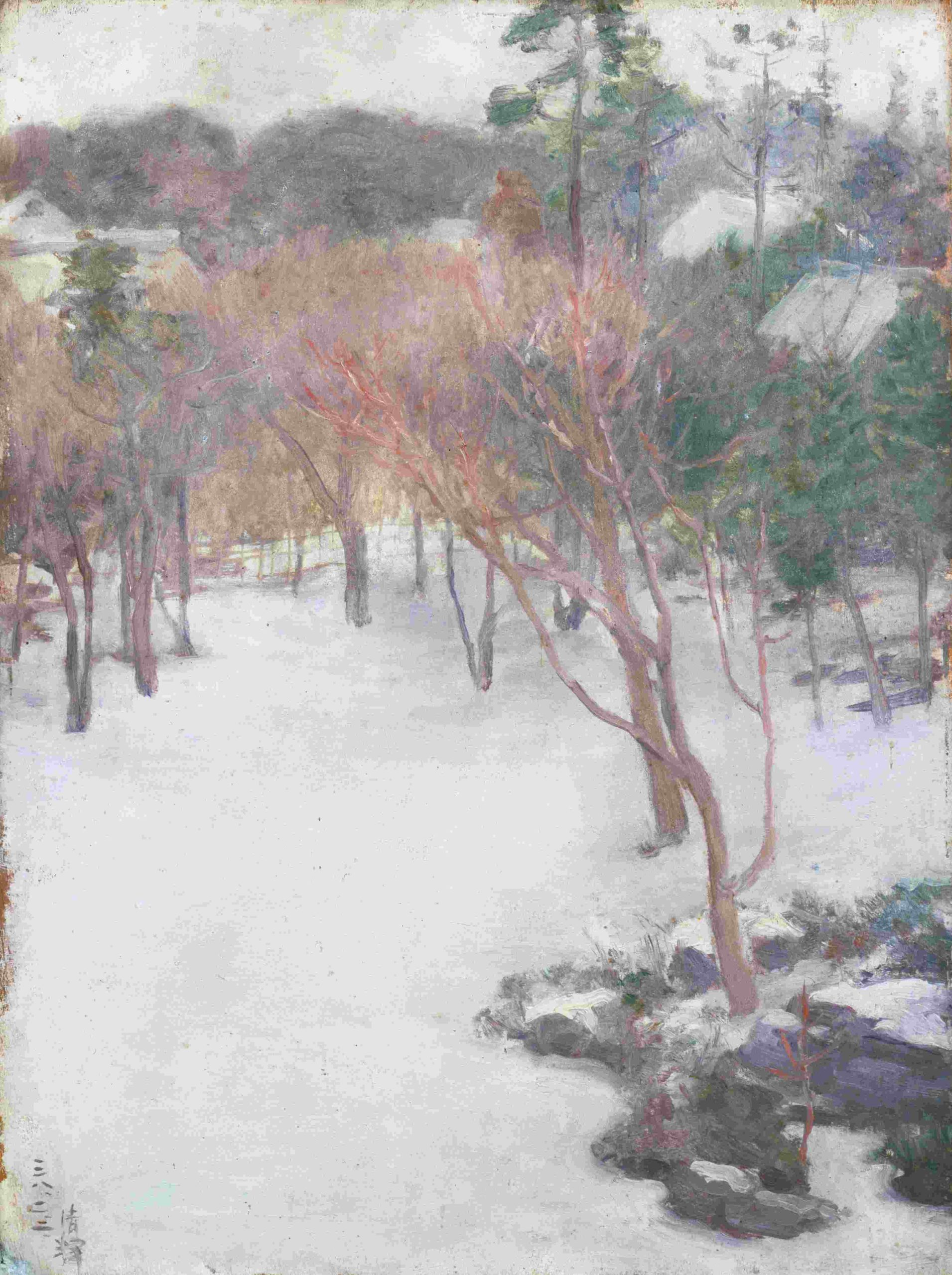
「庭の雪」黒田清輝 1905
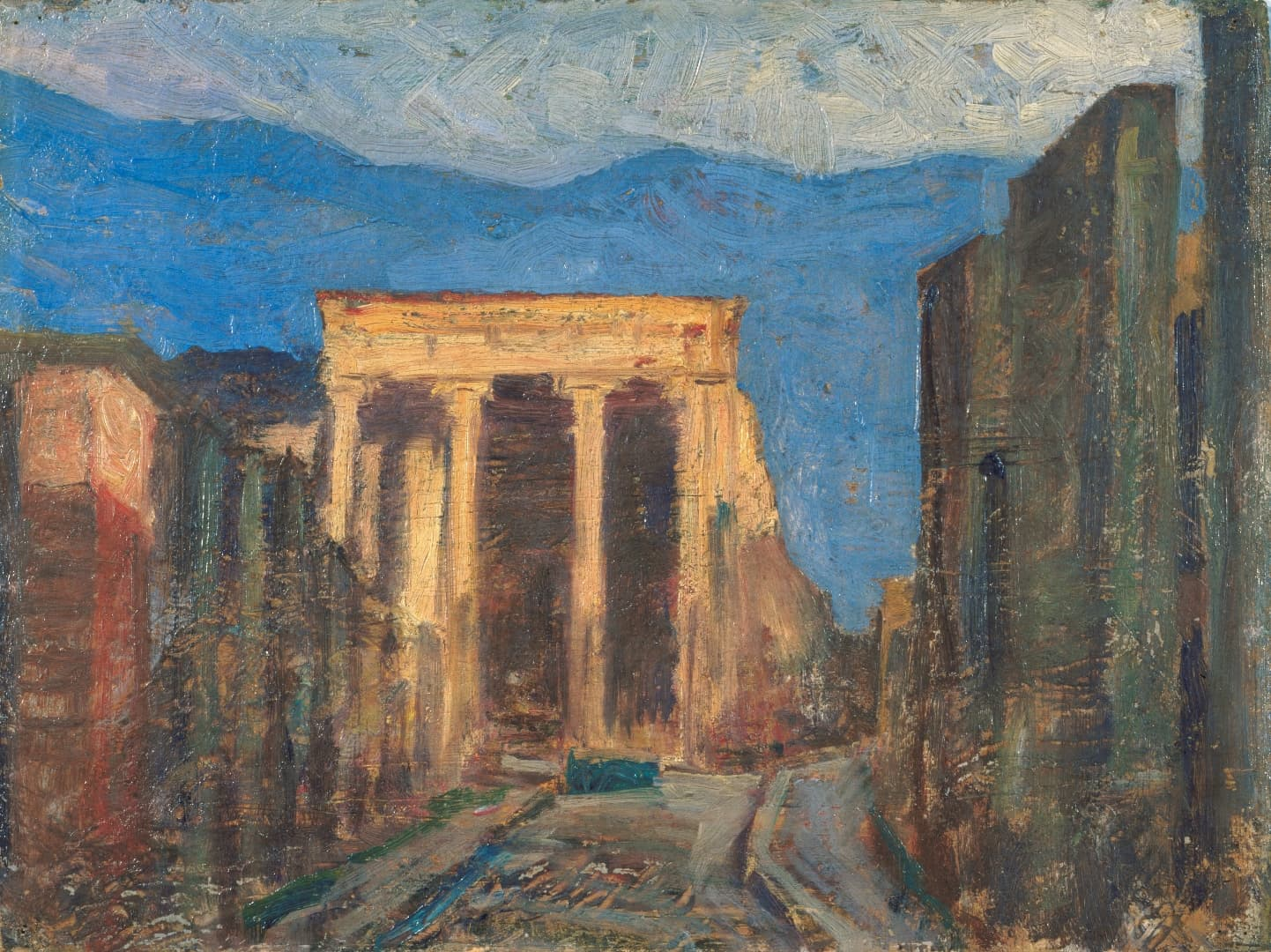
「ポンペイの廃墟」藤島武二 1908
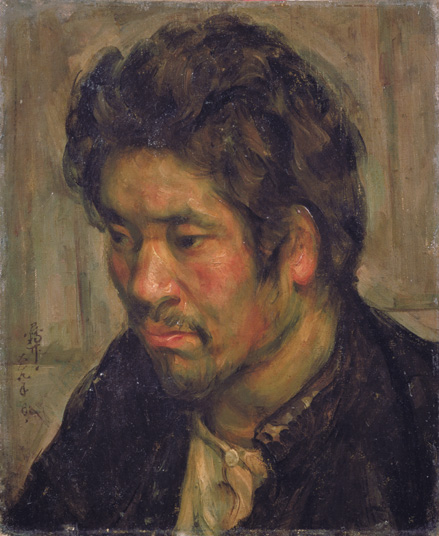
「男の顔」中村彝 1920

## 周辺
- 千波湖
- 茨城県立県民文化センター

## 沿革
- 1947年（昭和22年）茨城県立美術館開館。（常陽明治記念館（当時）内）[2]
- 1956年（昭和31年）茨城県立美術館移転。（茨城県立図書館（当時）内）[2]
- 1966年（昭和41）茨城県立美術博物館開館。（茨城県立県民文化センター内｝[2]
- 1988年（昭和63年）茨城県近代美術館開館。（現在地）[2]